# Фергроув (Мичиген)
Фергроув (енгл. Fairgrove) град је у америчкој савезној држави Мичиген.

## Демографија
По попису из 2010. године број становника је 563, што је 64 (-10,2%) становника мање него 2000. године.
| Група             | 2000.       | 2010.       |
| Белци             | 559 (89,2%) | 530 (94,1%) |
| Афроамериканци    | 2 (0,3%)    | 2 (0,4%)    |
| Азијати           | 2 (0,3%)    | 0 (0,0%)    |
| Хиспаноамериканци | 46 (7,3%)   | 22 (3,9%)   |
| Укупно            | 627         | 563         |